# Opportunity
L'Opportunity (oficialment Mars Exploration Rover - B o MER-B) és el segon dels dos vehicles tot terreny no tripulats de la NASA que van aterrar a Mart el 2004 formant part del programa d'exploració de Mart. El vehicle va aterrar amb èxit al planeta Mart el 25 de gener de 2004 a les 05:05 UTC. El seu bessó, Spirit (MER-A) va aterrar-hi tres setmanes abans, el 3 de gener de 2004.

## Aterratge: L'estació Challenger
L'Opportunity va aterrar a Meridiani Planum en unes coordenades areocèntriques 354,4742° E i 1,948° S, aproximadament a 24 km a l'est del seu blanc inicial. Encara que Meridiani Planum és un lloc pla, sense camps de blocs, l'Opportunity, després de rebotar 26 vegades contra la superfície del sòl marcià, va rodar fins a caure en un xicotet cràter d'aproximadament 20 metres de diàmetre
El 28 de gener de 2004 la NASA va anunciar que el lloc de desembarcament es batejaria Challenger en honor dels set astronautes morts fa 18 anys quan el transbordador va explotar poc després del llançament en la missió Challenger (STS-51).

## La durada de la missió
La durada de la missió original per a Opportunity era de 90 sols. Molts membres de la missió esperaven que pogueren funcionar més temps, i el 8 d'abril de 2004 la NASA va anunciar que recolzava l'extensió de la missió fins al setembre de 2004 dotant amb fons i mà d'obra.
En juliol de 2004, els encarregats de la missió van començar a parlar d'estendre la missió més enllà dels 250 dies. Si els robots sobrevisquessin l'hivern, moltes de les metes científiques més interessants es podrien aconseguir.
Finalment, després de múltiples extensions a la durada de la missió, el juny de 2018 es va perdre comunicació amb el vehicle i la NASA el va donar per oficialment perdut el 13 de febrer de 2019 després de múltiples intents de comunicar-s'hi.

## Els fets i els descobriments

### La primera panoràmica
La vista panoràmica de 360° la va prendre la camera de navegació del robot poc després de tocar terra en Meridiani Planum, a Mart. El robot està en un xicotet cràter de 20 m de diàmetre i prop d'un aflorament rocós. En les imatges preses durant la caiguda es veu un altre cràter pròxim (Endurence).

### L'Opportunityaterra en un cràter
L'interior d'un cràter que rodeja l'Opportunity en Meridiani Planum es pot veure en esta imatge en color de la càmera panoràmica del robot. Era el lloc de desembarcament més fosc visitat per una nau espacial a Mart. El marge del cràter estava a uns 10 metres del robot. El cràter on es troba el robot té 22 m de diàmetre i 3 de profunditat.
Els científics es mostren intrigats per l'abundància d'afloraments de pedra dispersa al llarg del cràter, així com la terra del cràter que pareixia ser una mescla de grans grisos i rogencs. Els científics de la NASA es mostren molt entusiasmats a l'aterrar en un cràter el que ells van anomenar "clot de servici des de 450 milions de km", va comentar Steven Squyres, utilitzant un terme de golf. Després, el cràter es va anomenar cràter Àguila.

### L'afloramentOpportunity Ledge
L'aflorament de roques prop de l'Opportunity el va captar la càmera en la primera panoràmica i és la primera roca nua que es veu sobre Mart. Els científics creuen que les pedres van sorgir en aquesta zona i o bé són dipòsits de cendra volcànica o bé són sediments formats per vent o aigua, el que constituïx un "bagül del tresor" geològic. Se'l va anomenar Opportunity Ledge perquè estes roques estratificades a només 8 metres de l'Opportunity constituïxen una oportunitat única. Estes roques van sorgir en la zona i no com en el cas del Spirit.
Aquests dipòsits mesuren només 10 centímetres d'alt i els estrats són "de grossor menor que un dit", només uns mil·límetres de gruix en alguns casos. Per als geòlegs les pedres probablement es van originar o de sediments portats per l'aigua, o al dipositar-se cendra volcànica. "Hem de poder distingir entre eixes dos hipòtesis", va dir Dr. Andrew Knoll d'Universitat Harvard, Cambridge, un membre de l'equip científic de l'Opportunity i el seu bessó, Spírit. Si les roques són sedimentàries, l'aigua és una font més probablement que el vent.
En el Sol 15, els orbiter localitzen i fotografien a l'Opportunity en el seu propi cràter. S'ha desplaçat 4 metres acostant-se a la roca Muntanya de Pedra  en l'àrea de l'aflorament del cràter. Al pujar lleugerament el pendent va poder mirar per damunt de la vora del cràter i veure el seu paracaigudes i escut de protecció que es troben a 440 metres.
Es tracta d'un terreny molt solt amb grans molt fins o pols en contrast amb el gres de la Terra que es forma amb grans prou grans i aglomerats. El robot ha esvarat diverses vegades perquè el terreny és molt solt.
Està sembrat de xicotetes esferes grisenques (esfèrules) que estan també "incrustades en els prims estrats en avançat grau d'erosió", va dir Dr. Steve Squyres de la Universitat Cornell, Ithaca, Nova York, l'investigador principal dels instruments científics dels robots. Va afegir: "Hem completat una mesura d'APXS (Espectròmetre de rajos X i partícules alfa) en l'aflorament i té molt de sofre. Potser força vegades més de sofre del que nosaltres hem vist en qualsevol altre lloc a Mart." 
Un imatge rebuda més tard 10 de febrer (Sol 16) tenia als científics de la missió emocionats. Va mostrar que les capes primes en el llit de roca no són sempre paral·leles. Estes línies no paral·leles donen pistes d'algun "canvi en el ritme" sota el flux volcànic, vent, o aigua quan es van formar les roques.
Estes capes amb línies que convergeixen és un descobriment significatiu per als científics que van planejar esta missió i serveixen per a provar rigorosament la hipòtesi de l'aigua.
El 19 de febrer l'estudi de la zona d'aterratge de l'Opportunity va ser un èxit. "Hem planejat el nostre atac a l'aflorament", va dir Dr. Squyres. Un blanc específic en l'aflorament és la pedra coneguda com (El Capità) que es va seleccionar per a una intensa investigació. "Les porcions superiors i inferior de la roca pareixen diferir quant a les seves característiques".
L'Opportunity va arribar a El Capità en el Sol 27, i va traure fotos amb la seva càmera panoràmica.
 El Capità  deu el seu nom a una muntanya a Texas, però a Mart, té aproximadament 10 centímetres d'alt. Les porcions superiors i inferiors d'El Capità  tenen textures diferents, i s'espera que ambdues zones puguen proporcionar pistes sobre la història de Mart. Dos dies després d'arribar-hi, en el sol 29, els científics van trobar en la roca "El Capità" marques que podrien significar la prova de l'existència en un passat d'aigua.
En el Sol 30, l'Opportunity va usar per primera vegada el RAT per a investigar les roques pròximes a El Capità. La ferramenta RAT ("Rock Abrasion Tools") o instrument d'abrasió de roca s'encarrega de fer forats en les roques marcianes.

### L'Opportunity excava una rasa
Durant el Sol 23 el(16 de febrer) l'Opportunity va obrir amb èxit rases en la terra en Hematite Slope i va començar a investigar els detalls del subsòl.
El robot va apartar la terra alternativament cap avant i cap arrere fora de la rasa amb la seua roda davantera mentre les altres rodes mantenien el robot en el seu lloc. El robot va girar una mica alternativament a dreta i esquerra per a eixamplar el forat. "Vam ser pacients a l'excavar", va dir Biesiadecki. El procés va durar 22 minuts.
La rasa resultant té aproximadament 50 centímetres de llarg i 10 centímetres de fonda. "Va ser més profunda del que pensava", va dir Dr. Arrop Sullivan d'Universitat Cornell, Ithaca, Nova York, un membre de l'equip científic que va treballar estretament amb els enginyers per a planificar l'excavació.
Dos trets que van cridar l'atenció dels científics són la textura grumollosa de la terra en la paret superior de la rasa i la brillantor del sòl en la part fonda de la rasa.
Inspeccionant els costats i el sòl de la rasa que va excavar a Mart, el robot Opportunity de la NASA va trobar algunes coses sorprenents, les esfèrules eren més brillants i la pols estava formada per un gra tan fi que el microscopi del robot no podia detallar les partícules individuals que el componien.
"El que hi ha davall és diferent del que està en la superfície", va dir Dr. Albert Ien, membre de l'equip científic del robot en el Laboratori de Propulsió a doll de la NASA en Pasadena, Califòrnia.

### Proves d'aigua
Durant la conferència de premsa del 2 de març els científics de la missió van parlar de les seves conclusions sobre les proves de la presència d'aigua líquida durant la formació de les roques en el lloc d'aterratge de l'Opportunity.
Steven Squyres va dir: "L'aigua líquida va fluir alguna vegada per estes roques; va canviar la seva textura, va canviar la seva química i ara hem sigut capaços de llegir les empremtes que va deixar". No se sap si per allí va haver-hi un llac, un mar o simplement fluïa un riu. Però va advertir que amb les dades que es tenen s'ignora quan va ocórrer, no se sap l'extensió dels mars o oceans, ni la seva duració. Per a James Garvin, responsable del programa: "Hem enviat dos robots a Mart per a esbrinar si en algun moment, gràcies a l'aigua, va haver-hi un entorn adequat per a la vida. Ara tenim seriosos indicis que sí." En les troballes han sigut claus els espectròmetres alemanys de partícules alfa i el denominat Mossbauer que és capaç de determinar no els elements presents en una roca sinó els minerals.
Els científics van presentar el raonament següent per a explicar les xicotetes marques tubulars com a buits en les roques, visibles en la superfície i després de trepar, dins d'elles.
Els geòlegs les associen en la Terra a llocs on s'han format cristalls de sal en roques submergides en aigua. Després quan a través dels processos erosius, o dissoltes en aigua menys salada els cristalls desapareixen, queden les marques. Alguns dels trets són consistents amb certs tipus de cristalls de minerals de sulfat.
Steven Squyres, en la famosa roda de premsa va dir que hi ha diverses (3) línies analítiques de les dades i encara que no estiguem segurs del tot, la combinació d'elles reforça la conclusió de l'aigua líquida:
1. Les esfèrules podrien tenir un origen volcànic, haver-se format per gotes solidificades després d'un impacte meteòric, o ser concrecions minerals acumulades en les roques per contacte de la roca amb una solució aquosa. El fet que dites esfèrules no estiguen distribuïdes en capes en la roca sinó aleatòriament descarta les primeres dos possibilitats.

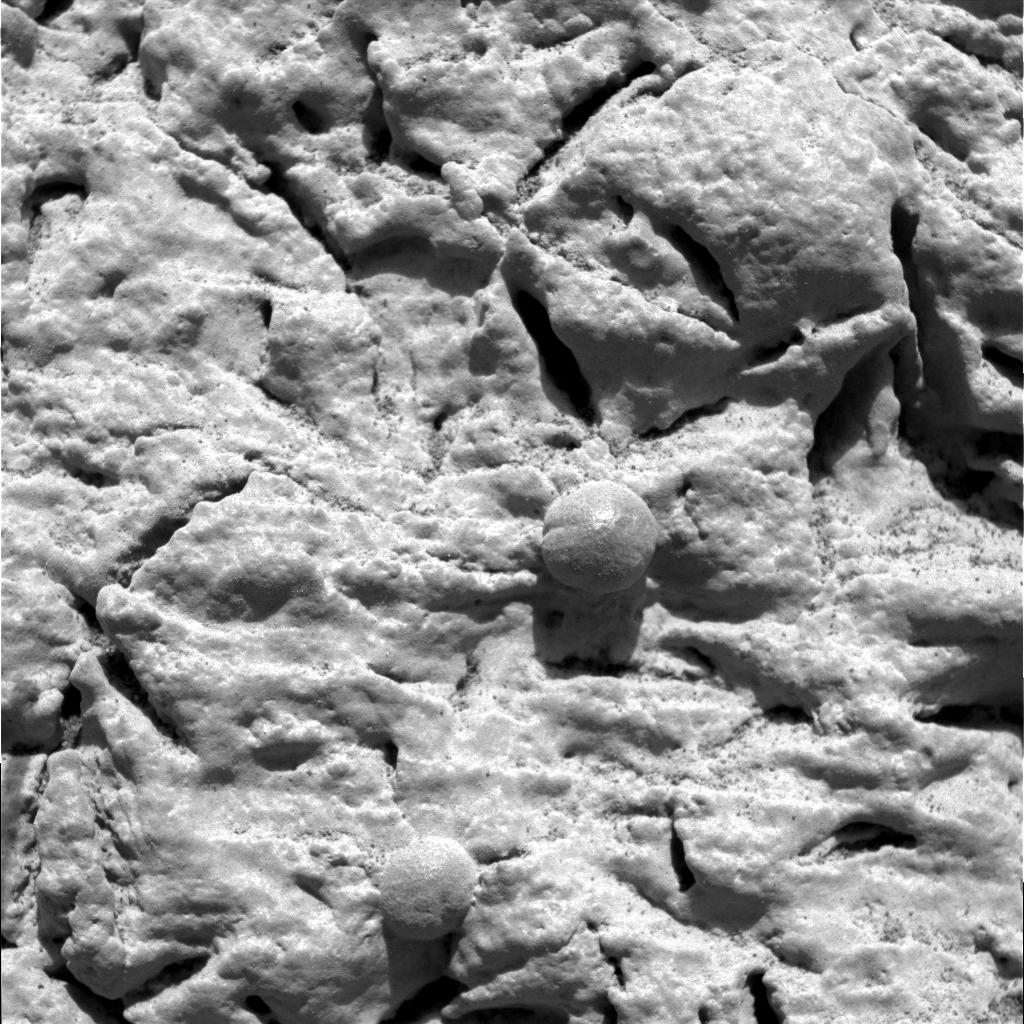
Imatge de cavitats en una roca marciana (Sol29)

2. El descobriment en la roca de minúscules marques tubulars. Estes cavitats tenen un centímetre de longitud i 2,5 mm d'ample i pocs mm de profunditat i els geòlegs les associen en la Terra a llocs on s'han format cristalls de sal en roques submergides en aigua. Després quan a través dels processos erosius, o dissoltes en aigua menys salada els cristalls desapareixen, queden les xicotetes marques.
3. La composició de les roques analitzades mostra una alta concentració en sals de sofre. Per a Steven Squyres "En El Capità s'han trobat una alta concentració de magnesi, ferro i sals sulfatades. També s'han trobat sals de clorurs i bromurs.
Un altre punt important que apunta en la mateixa direcció de l'aigua líquida són les capes que s'aprecien en les fotos preses per l'Opportunity en les parets del cràter, va explicar John Grotzynger, geòleg de l'Institut Tecnològic de Massachusetts. Estes capes poden estar causades per l'acció de l'aigua o del vent encara que els científics s'inclinen per la primera hipòtesi. Volen estudiar millor estes roques aproximant el vehicle a elles.
"Durant un període Mart va ser un lloc habitable, Açò no significa que hi haguera vida allí, açò és una cosa que encara no sabem" així va resumir Steven Squyres les troballes de l'Opportunity.

### La jarosita
A més, els membres de la missió van presentar les primeres dades de l'espectròmetre de Mossbauer. L'espectre obtingut de la roca El Capità  demostra l'existència de jarosita. Les dades Mini-TES de la mateixa pedra van mostrar que consistix en una quantitat considerable de sulfats.
La jarosita és un sulfat ric en ferro i hidratat. La seva fórmula química és (SO₄)₂KFe₃(OH) ₆ i constituïx una prova geològica i mineralògica d'extraordinària importància perquè aquest tipus de roques en la Terra s'interpreten com a formacions en mitjans altament alterats per l'aigua o submergits. La seua presència reforça la idea que Rio Tinto (Huelva) és un laboratori natural que recrea Mart en la Terra perquè allí també es troben la jarosita i hematita. Té unes aigües àcides carregades d'òxid de ferro, que li donen el seu característic color, i metalls pesants i no obstant en aquest ambient hostil hi ha la vida.
El Spirit, al desembre del 2004, en el cràter Gusev, a l'altre costat del planeta, va trobar proves de l'existència de goethita un mineral que es forma en presència d'aigua o vapor d'aigua.

### L'hematita
Els científics saben de l'existència de l'hematita gris a Mart des que en 1998, la Mars Global Surveyor va trobar zones amb grans concentracions del mineral prop de l'equador del planeta (vegeu imatge esquerra). Aquest descobriment va proporcionar la primera evidència mineral que la història de Mart podia haver inclòs l'aigua.
L'hematita gris que abunda en la Terra és un mineral brillant, amb irisacions metàl·liques. Aquest mineral que és òxid de ferro (Fe₂O₃) hidratat adquireix el seu nom de la paraula grega sang, perquè presenta un color roig de rovell quan es troba en forma de pols. En la Terra es forma com un precipitat en aigua líquida abundant en el fons dels llacs.
La zona triada per a l'aterratge de l'Opportunity, segons les dades aportades per MGS, és rica en hematita gris un mineral de ferro que se sol formar en presència d'aigua o per vulcanisme. L'origen del mineral és el que interessa, si l'hematita es presenta en conglomerats, com a estrats o en forma de cristalls.
Els geòlegs estaven ansiosos per trobar una àrea rica en hematita. Saber com l'hematita es va formar a Mart pot ajudar a científics a caracteritzar la història passada i determina si eixe ambient va mantenir les condicions favorables per a la vida.
L'hematita "és un indicador mineral d'aigua del passat", va dir el científic del projecte, Dr. Joy Crespo, JPL. "No sempre està associat amb l'aigua, però ho és sovint".
"Volem saber si els grans d'hematita que apareixen com arrodonits es van consolidar junts per l'acció d'aigua líquida o si són cristalls que van créixer d'una fusió volcànica", va dir Crespo. "Si l'hematita està en capes suggeriria que es va estendre per l'acció de l'aigua, o en vetes en la roca que seria més característic d'aigua que ha fluid a través de les pedres." 
El Mini-TES va analitzar la concentració del mineral hematita, i el seu nivell el va codificar en el color: roig i taronja per a la concentració alta, verd i blau per a la concentració baixa.

### Grànuls esfèrics (esfèrules)

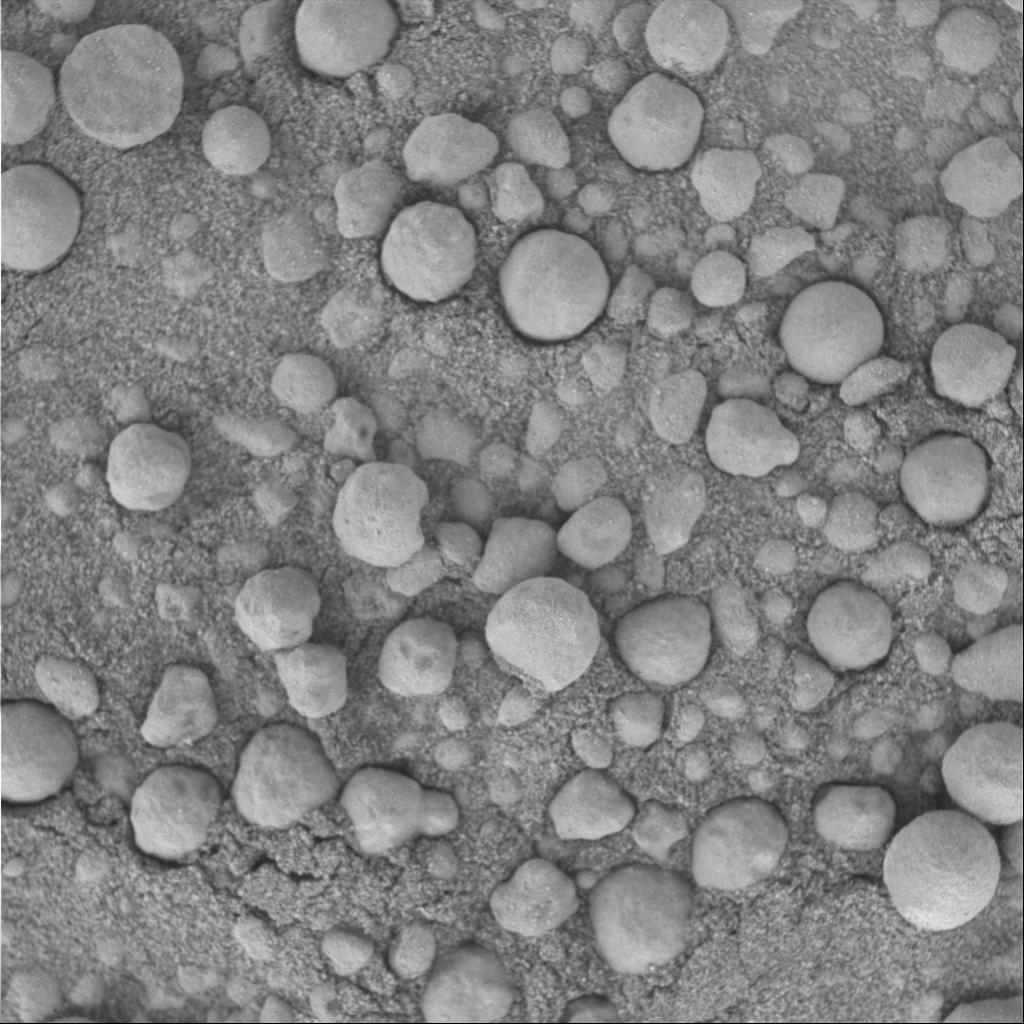
Imatge d'esfèrules (sol52)

Les imatges microscòpiques del sòl marcià preses pel Opportunity van revelar l'existència de grànuls esfèrics.
Van aparèixer primer en les fotos preses el sol 10, quan el robot va dirigir la seva càmera al sòl marcià. Les formes, per si soles, no revelen l'origen de les partícules amb certesa. "Diversos processos geològics poden aconseguir formes rodones", des de l'acreció davall l'aigua (concreció), fins als impactes de meteorits o les erupcions volcàniques que és el més probable dels orígens", va dir Dr. Hap McSween, membre de l'equip científic dels robots. Universitat de Tennessee, Knoxville.
Per exemple, des d'una grandària de 100 micròmetres a més de 250 micròmetres, esfèrules semblants es van trobar en la Lluna en mostres de la terra portades pel Apollo 12 en l'Oceanus Procellarum, i pel Apollo 14 prop de la Mare Imbrium (Mar de les Pluges), el cràter fosc que domina la cara de la Lluna i les seves propietats eren consistents amb la formació a partir d'impactes per meteorits. Veiem aquestos objectes rodons estranys, que nosaltres estem anomenant "esfèrules", encastats en l'aflorament, com els nabius en un panet" va dir el Dr. Squyres. Les esferes poden haver format quan la roca fosa es va escampar en l'aire per l'acció d'un volcà o per l'impacte d'un meteorit. O, ells poden ser concrecions, de material acumulat, que es va formar pels minerals dissolts en l'aigua i que es difonen a través de la roca, segons va declarar el Dr. Squyres en la conferència de la premsa del 9 de febrer.
Una de les preguntes sobre les esfèrules és si poden trobar-se en les capes més profundes de la terra a Mart. Quan l'Opportunity va excavar la primera rasa (sol 23), les imatges de les capes més profundes van mostrar les mateixes esfèrules. Però al mateix temps tenien una superfície molt brillant que va crear lluentors fortes i llums intenses. "Pareixen lluentes o polides", va dir Albert Ien, el membre d'equip de ciència, durant una conferència de la premsa el 19 de febrer. "Les dades ens ajudaran a deduir el que està alterant-les." En la mateixa sessió de premsa, Dr. Squyres, va formular la pregunta sobre el seu origen: "D'on venen estes esfèrules, o han crescut en el lloc?" 
Els científics de la missió van informar el 2 de març que després d'un estudi van concloure que la distribució d'esfèrules en el llit de roca és uniforme i estan distribuïdes a l'atzar tant en la superfície com dins de les roques, i no estan en capes.
Açò recolza la hipòtesi que van créixer en el lloc, ja que si el seu origen es relacionara amb episodis volcànics o meteòrics apareixerien en capes, com un registre per a cada succés. Esta observació es va agregar a la llista de proves que advoquen perquè l'aigua hagués estat present en el lloc on es van formar la roca i les esfèrules.
El 18 de març es van anunciar els resultats de la investigació de l'àrea anomenada "Berry Bowl". Aquest lloc és una roca gran amb una xicoteta depressió en forma de bol plena d'un gran nombre d'esfèrules. Es va usar l'espectròmetre de Mossbauer per a la seva complicada anàlisi. Els instruments no poden prendre només les dades de les esfèrules, que són massa xicotetes, pel que cal deduir la seva composició sostraient les dades ja conegudes de la roca en què es troben. Les esfèrules són concrecions de minerals que l'aigua va acumular en les roques.
Qualsevol diferència en les dades es va atribuir llavors al material en les esfèrules. Es va obtenir una gran diferència en els "espectres". "Esta és l'empremta digital de l'hematites, per la qual cosa Daniel Rodionov, un científic col·laborador de l'equip de la Universitat de Magúncia, Alemanya va concloure que el mineral predominant en les esfèrules és hematites". Aquest descobriment pareix enfortir la conclusió, que les esfèrules són les concrecions formades per aigua que contenia ferro dissolt. La distribució homogènia de les esfèrules suggereix un origen aquós, enfront d'una ubicació per capes que es donaria si l'origen fora volcànic. Encara que el cràter Àguila i les seves roques van ser alterades per aigua, no és clar si va estar submergit en una mar o en una llacuna.

### "Zona de Mart amarada per l'aigua"
El 2 de març de 2004, la NASA va anunciar que el "Opportunity ha aterrat en una àrea de Mart on l'aigua líquida va amerar alguna vegada la superfície". L'administrador associat Ed Weiler va dir als reporters que l'àrea hauria "sigut un ambient habitable bo", encara que no s'ha trobat cap rastre de vida encara.
Esta declaració es va fer durant una conferència de la premsa on els científics de la missió van passar llista a les observacions que recolzen decididament esta idea: 
- Les distribucions de les esfèrules

 Hipòtesi : Les esfèrules són concrecions que es van crear en presència d'aigua que va actuar com un dissolvent.
 Hipòtesis alternatives : Les esfèrules són les gotes de roca fosa, creades per volcans o xocs de meteorits.
 Les dades de suport : La situació d'esfèrules en la matriu de la roca és aleatòria i uniforme.
 La citació de Steve Squyres : "Les esfèrules són com els nabius en un panet estan incrustats en la roca. Per al seu origen hi ha tres possibilitats: a) El lapilli o pedres de volcàniques xicotetes. b) Impactes de meteorits. Hem estudiat els fets molt curosament. c) Poden ser concrecions, de material acumulat, que es va formar pels minerals dissolts en l'aigua i que es difonen a través de la roca.
- Cavitats

 Hipòtesi : La roca es va formar en l'aigua, per exemple per precipitació.
 Hipòtesi alternativa : La roca es va formar pels depòsits de cendra.
 Les dades de suport : Les xicotetes marques tubulars com a buits en les roques, visibles en la superfície i dins d'elles els geòlegs les associen en la Terra a llocs on s'han format cristalls de sal en roques submergides en aigua.
 La citació de Steve Squyres : Després quan a través dels processos erosius, o dissolts en aigua menys salada els cristalls desapareixen, queden les marques.
- Els sulfats i la jarosita

 Hipòtesi : L'aigua va crear les sals químiques en la roca.
 Hipòtesi alternativa : La química de les roques es determina pels processos volcànics.
 Les dades de suport : Es van trobar sals del sulfat i el mineral jarosita en la roca. En la Terra la formació d'eixe mineral va associat a la presència d'aigua (possiblement durant l'evaporació).
 La citació de Steve Squyres : "Després una altra evidència ve del APXS. Vam veure que apareixia molt de sofre. Aquest estava en l'exterior de la roca. Després de moldre amb el RAT la roca 2-4 mm trobem més sofre inclús. Massa, per a explicar d'una altra manera que esta roca està plena de sals sulfat. Eixe és un senyal revelador d'existència d'aigua líquida. El Mini-TES també troba evidència de sals del sulfat. L'espectròmetre de Mossbauer va mostrar proves de Jarosita, un hidrat del sulfat fèrric. Este és un mineral que es forma si hi ha aigua al voltant. S'havia predit que podria trobar-se a Mart algun dia, ara n'hem trobat."

### L'antic mar marcià
Tres setmanes després que els científics anunciaren que en la zona on va aterrar el robot Opportunity les roques s'havien format en presència d'aigua, Steven Squyres anuncia que se "van formar submergides en aigua". El 23 de març de 2004, la NASA va anunciar que ells creien que l'Opportunity no havia aterrat només en una zona "mullada per l'aigua", sinó en el que va ser una vegada una zona costanera. "Pensem que l'Opportunity es troba ara en el que va ser alguna vegada la línia de la costa d'un mar salat a Mart", va dir Dr. Steve Squyres de la Universitat Cornell.
Per a arribar a esta conclusió han pres 150 imatges microscòpiques d'una roca i han format un mosaic i han detectat la presència de fines capes amb característiques típiques de l'erosió causada per ones d'aigua semblants a les onades d'un mar o un llac.
Els models indiquen que els grans d'arena - classificats segons grandària de sediment- es va formar almenys en una zona amb un onatge de l'aigua d'uns cinc centímetres de profunditat, encara que possiblement més profund, i fluint a una velocitat de 10 a 50 centímetres per segon", va dir Dr. John Grotzinger, del MIT. El lloc de l'aterratge era probablement un sòl de sal en la vora d'una massa gran d'aigua i que es va cobrir per aigua poc profunda.
Una altra evidència inclou els resultats del clor i brom en les roques que indiquen que estes, després de formar-se, es van amerar en una aigua rica en minerals, possiblement de fonts subterrànies. El major convenciment després dels resultats del brom, les partícules es van precipitar de l'aigua a la superfície de les roques quan la concentració de sal va pujar per damunt de la saturació quan l'aigua estava evaporant-se.

### Primer perfil de temperatura atmosfèrica
Durant una conferència de premsa de l'11 de març de 2004, els científics de la missió van presentar el primer perfil de temperatura de l'atmosfera marciana. Es va obtenir combinant dades preses del Mini-TES del Opportunity  amb les dades dels TES a bord de l'orbiter Mars Global Surveyor. Açò era necessari perquè l'Opportunity  només pot mesurar fins als 6 km d'altura, i la càmera de MGS no pot mesurar les dades més pròximes a la superfície. Les dades estan preses el 15 de febrer (Sol 22) i es distingeixen dos jocs de dades: Com l'orbiter està en moviment, algunes dades estan preses mentre estava acostant-se al lloc on estava l'Opportunity , altres quan s'estava allunyant. En el gràfic, estos jocs estan marcats "entrant" (color negre) i "ixent" (color roig). També, els punts representen les dades del Mini-TES (= robot) i les línies rectes són les dades dels TES (= l'orbiter)

### El Cràter Endurance
El 20/3/2004 Bethany Ehlmann de la Universitat de Washington va anunciar que el robot probablement eixiria del cràter Eagle en Meridium Planum d'ací a tres dies. No havia eixit fins ara perquè dins del cràter ha trobat roques i sediments de suficient interès per als geòlegs. Quan isca avançarà (de 50 a 100 metres diaris) molt més ràpidament que el Spirit perquè a diferència del cràter Gusev, esta zona és molt plana i amb poques roques.
El 22/3/2004 el robot Opportunity per fi va aconseguir eixir del cràter Eagle després del fallit intent del dia anterior. La superfície del cràter és arenosa i molt esvarosa. El robot es dirigeix al cràter Endurance molt major i que es troba a 250 metres de distància.
El 30 d'abril de 2004 Opportunity va arribar el cràter Endurance.
Els científics estaven desitjant arribar el cràter, des que, inclús de lluny, van veure estrats de roca que podien estudiar.
Durant el mes de maig el robot es va moure al voltant del cràter per a explorar totes les seves àrees. Açò va incloure les observacions amb Mini-TES i la càmera panoràmica. A més, es va investigar estretament, la Pedra del Lleó i es va trobar que era semblant en composició a les capes trobades en el cràter de l'Àguila.
El 4 de juny de 2004 els membres de la missió van anunciar la seva intenció de portar l'Opportunity dins del cràter Endurance, encara que pot resultar impossible que torne a eixir. El blanc d'aquest passeig és una capa de la roca prop de Karatepe regió en què es localitzen capes semblants a les del cràter de l'Àguila. "Esta és una decisió crucial i cuidadosa per a la missió estesa dels robots d'Exploració marciana", va dir Dr. Edward Weiler, l'administrador del soci de NASA per a la ciència espacial.
Un primer intent d'entrar en el cràter es va fer el 8 de juny però l'Opportunity va avortar la maniobra eixe mateix dia.
"Les capes de roca exposades dins del cràter poden aportar informació significativa sobre la història d'un entorn d'aigua en el passat. Una història que ja ha començat a contar-nos després d'analitzar les roques de dins del cràter Eagle on va aterrar. Des de finals de maig el robot ha estat explorant els escarpats cantells del cràter Endurance, un cràter de 30 metres de diàmetre i ara entrarà en ell. La primera roca interessant està a 5 metres o 7 metres.
Es va trobar que l'angle de la superfície estava ben dins del marge de seguretat (aproximadament 18 graus), i va començar la incursió al Karatepe. Durant els sols 134 el (12 de juny), 135, i 137 que el robot va penetrar més i més profundament en el cràter, executant el passeig com estava planejat.

### Astronomia
L'Opportunity ha apuntat les seues càmeres cap al cel i va observar el Trànsit de Fobos i el Trànsit de Deimos pel disc solar.
També va fotografiar la Terra en el cel, apareixent com una estrella lluminosa.
Si l'Opportunity o Spirit encara funcionen més enllà del 12 de gener de 2005, poden observar el Trànsit de Mercuri des de Mart. En eixa data (d'aproximadament 14:45 TUC a 23:05 TUC), si la resolució de la càmera permet veure els 6.1" del diàmetre angular de Mercuri. Els robots van poder observar els trànsits de Deimos pel Sol, però els 2' el diàmetre angular, Deimos és aproximadament 20 vegades més gran que els 6.1" del diàmetre angular de Mercuri. Les efemèrides generades per JPL Horitzons indica que el Opportunity podria observar el trànsit des de l'eixida fins a l'ocàs local aproximadament a les 19:23 TUC moment, que el Spírit podria observar-ho des de l'eixida local del sol a les 19:38 TUC fins al fi del trànsit.

## Asteroide
Per la gran contribució de l'Opportunity a l'exploració de Mart, l'asteroide 39382 ha rebut el seu nom. El nom el va proposar Ingrid van Houten-Groeneveld qui junt amb Cornelis Johannes van Houten i Tom Gehrels va descobrir l'asteroide el 24 de setembre de 1960.

### Mapa interactiu de Mart
El següent mapa d'imatge del planeta Mart conté enllaços interns a característiques geogràfiques destacant les ubicacions de Rovers i mòduls de descens. Feu clic en les característiques i us enllaçarà a les pàgines dels articles corresponents. El nord està a la part superior; les elevacions: vermell (més alt), groc (zero), blau (més baix).